# Acrobotrys
Acrobotrys – rodzaj roślin z rodziny marzanowatych (Rubiaceae). Jest to takson monotypowy, obejmujący tylko gatunek Acrobotrys discolor K.Schum. & K.Krause. Gatunek ten jest endemitem Kolumbii.